# Europaboulevardbrug

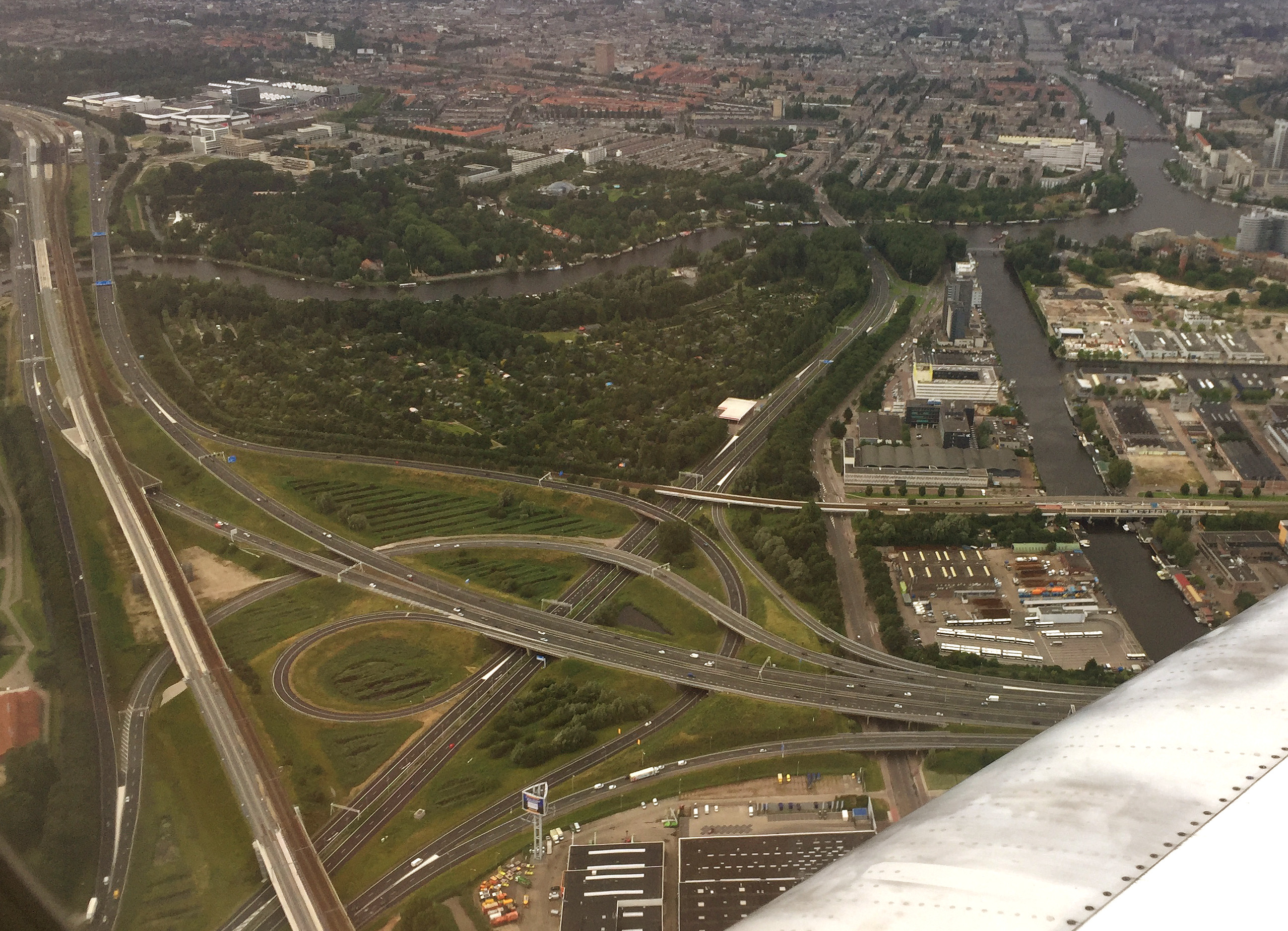
Luchtfoto van de Rijksweg 10 met linksboven de Europaboulevardbruggen; op de voorgrond Knooppunt Amstel

De Europaboulevardbrug (brug 172P N en brug 172 Z in A10)) bestaat uit een tweetal viaducten (Noord en Zuid) over de Europaboulevard in Amsterdam-Zuid, die ter plaatse een knik heeft tussen het noordelijk en zuidelijke deel. Het maakt deel uit van een viaductencomplex, dat direct vernoemd is naar die Europaboulevard, en indirect naar Europa. Er liggen in het jaar 2017 zes kunstwerken. Ten noordoosten van het bruggencomplex ligt RAI Amsterdam, ten zuiden van het bruggencomplex staat als blikvanger de Alticomtoren aan de Barbara Strozzilaan. Tram 4 reed van 1981-1988 alleen onder het noordelijke autoviaduct en reed toen omhoog maakte een lus en had toen zijn eindpunt aan de andere kant van het perron naast de enkelsporige spoorbaan naast de trein. In 1988 moest dit eindpunt verdwijnen door de bouw van de metro en werd de trambaan verlengd tot onder alle viaducten naar de huidige eindlus.

## Europaboulevardbrug
De twee verkeersbruggen werden aangelegd in het kader van de aanleg van de Rijksweg 10, de uiteindelijke ringweg om Amsterdam. Het knooppunt had al rond 1971 gereed moeten zijn, maar de aanleg van het traject Amstelveenseweg - Europaboulevard werd in verband met bezuinigingen uitgesteld. Ze dateren daarmee uit de midden jaren zeventig van de 20e eeuw, toen de rondweg haar voorlopig eindpunt kreeg op de Europaboulevard. Vanuit het westen konden de automobilisten vanaf september 1977 eerst het viaduct over om vervolgens in een bocht van 180° op een dalende weg op de boulevard te eindigen. Het noordelijke en zuidelijke viaduct lagen ongeveer 50 meter uit elkaar vanwege de toekomstige aanleg van metro en spoor. Ze kregen pas in 2017 hun definitieve namen Europaboulevardbrug Noord en Europaboulevardbrug Zuid en werden toen als zodanig opgenomen in de Basisadministratie Adressen en Gebouwen. De viaducten worden beheerd door Rijkswaterstaat.
Vlak na de oplevering werd er alweer gebouwd tussen beide wegdelen. Het kopstation Station Amsterdam RAI werd al in 1981 opgeleverd als onderdeel van, maar voorlopig eind in de Schiphollijn. Ook aan het deel van de Rijksweg 10 naar Knooppunt Amstel met daarvoor de Rozenoordbrug werd gewerkt.

## Europaboulevardmetrobrug
Rond 1990 werd opgeleverd het metrostation RAI in het traject van de Metro/sneltramlijn 51. Zij kreeg in eerste instantie brugnummer 1637 mee. De gemeente Amsterdam ver/hernoemde haar in november 2017 tot Europaboulevardmetrobrug. Ze is in beheer bij het GVB.

## Europaboulevardspoorbrug

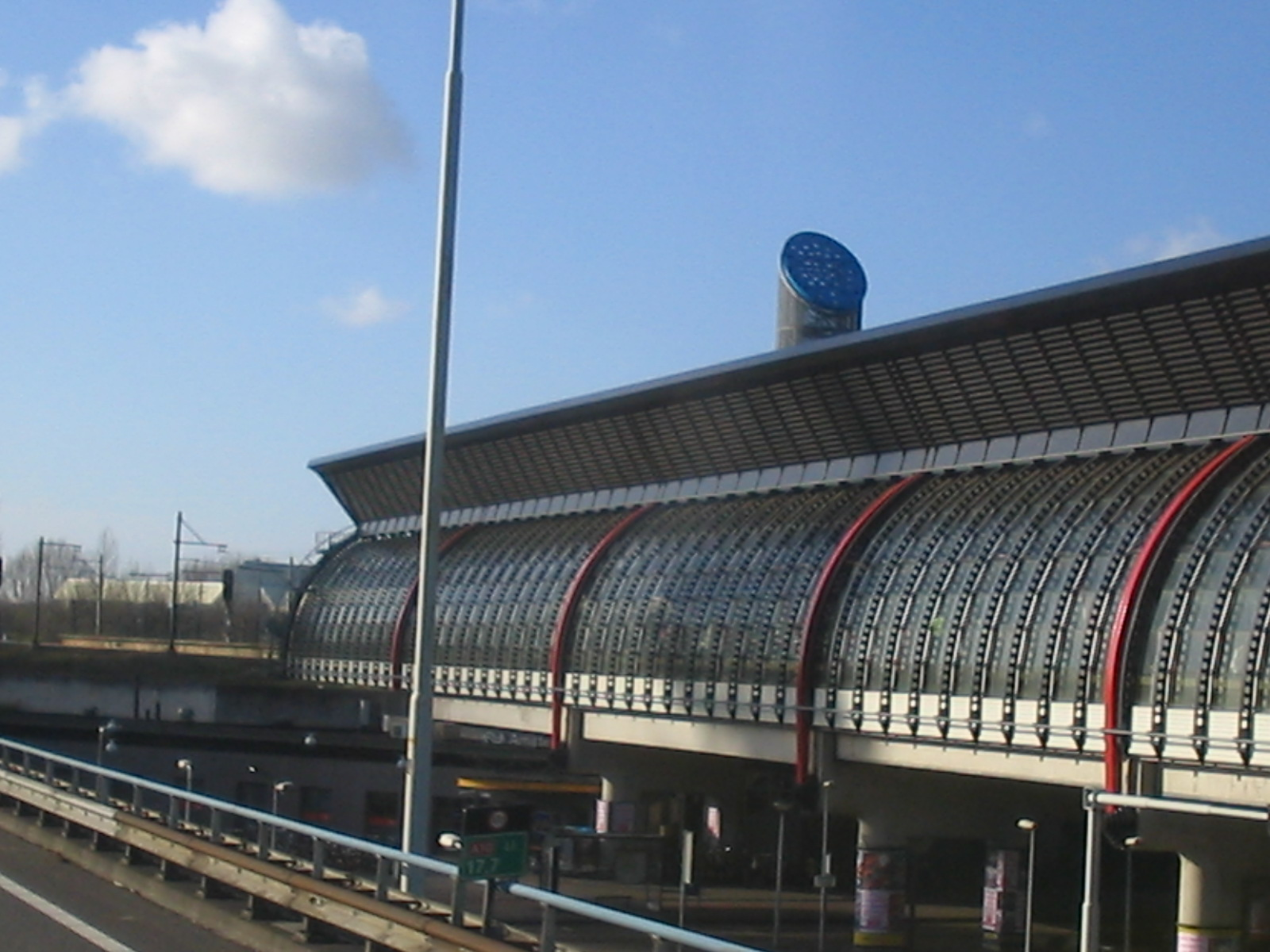
Het station gedragen door het spoorviaduct

In 1993 werd er een eerste spoorbrug opgeleverd, samen met het "nieuwe" Station Amsterdam RAI. Het zou de treinen moeten dragen van en naar het Station Duivendrecht (oostelijke tak) en naar Station Amsterdam Bijlmer ArenA (zuidoostelijke tak). In het westelijk landhoofd van dat viaduct werd het kantoor/winkel van Amsterdam Station RAI ingebouwd, daarbij draagt het viaduct zowel het perron en de overkapping van het station. Het station is van de hand van architect Rob Steenhuis van het ingenieursbureau van de Nederlandse Spoorwegen en hij is vermoedelijk ook de ontwerper van het viaduct, ze vormen een geheel. Bijna twintig jaar later werd er weer hevig gebouwd. In verband met het Project Openbaar Vervoer Schiphol-Amsterdam-Almere-Lelystad vond ter plaatse spoorverdubbeling plaats en kwam er dus ook een nieuw viaduct; het spoor en viaduct werden in 2016 in gebruik genomen. De gemeente Amsterdam ver/hernoemde hun in november 2017 tot Europaboulevardspoorbrug. De beide viaducten zijn in beheer bij ProRail

## Trivia
Het zuidelijke autoviaduct maakte samen met het opgespoten dijklichaam deel uit van de Floriade 1972 en vormde voor de bezoekers een verbinding tussen het Beatrixpark, RAI en Amstelpark en was al eerder gebouwd.
Abcouderpadspoorbrug ·
AMC-Padspoorbrug ·
Amstelveensewegspoorbrug ·
Anderlechtspoorbrug ·
Arlandaspoorbrug ·
Basiswegspoorviaduct Oost ·
Basiswegspoorviaduct West ·
Beethovenspoorbrug ·
Ben Viljoenspoorbrug ·
Beukenwegspoorbrug ·
Bonispoorbrug ·
Bos en Lommerspoorbrug ·
Spoorbrug in de Burgemeester Stramanweg · 
Bullewijkspoorbrug ·
Carrascospoorviaduct ·
Celebesspoorbrug ·
Comeniusspoorbrug ·
Czaar Peterspoorbrug ·
Cruquiusspoorbrug ·
Dalsteinbrug ·
Domselaerspoorbrug ·
Erasmusspoorbrug ·
Europaboulevardspoorbrug ·
Frans de Wollantsspoorbrug ·
Gaasperdammerspoorbrug ·
Haarlemmerwegspoorbrug ·
Heemstedespoorbrug ·
Hemsterhuisspoorbrug ·
Henk Sneevlietspoorbrug ·
Hoogoorddreefspoorbrug ·
Houtmanspoorbrug ·
Houttuinenspoorbrug ·
Insulindespoorbrug ·
Jan Evertsenspoorbrug ·
Jan van Galenspoorbrug ·
Johan Huizingaspoorbrug ·
Kabelwegspoorbrug ·
Karspeldreefspoorbrug ·
Kastrupspoorbrug ·
Kattenburgerspoorbrug ·
Korte Prinsengrachtspoorbrug ·
Kruislaanspoorbrug ·
Lelylaanspoorbrug ·
Linnaeuskadespoorbrug ·
Linneausstraatspoorbrug ·
Meibergpadspoorbrug ·
Molukkenspoorbrug ·
Mr. Treubspoorbrug ·
Museumlijnspoorbrug ·
Nieuwegeinspoorbrug ·
Nieuwe Haagsespoorbrug ·
Noordzeewegspoorbrug ·
Omvalspoorbrug ·
Oostertoegangsspoorbrug ·
Oosterdoksspoorbrug ·
Overbrakerspoorbrug ·
Overzichtspoorbrug ·
Pablo Nerudaspoorbrug West ·
Pablo Nerudaspoorbrug Oost ·
Parnassusspoorbrug ·
Piarcospoorviaduct ·
Pieter Calandspoorbrug ·
Planciusspoorbrug ·
Ringdijkspoorbrug ·
Robert Fruinspoorbrug ·
Rozenoordspoorbrug ·
Schinkelspoorbrug ·
Seinewegspoorbrug Noord ·
Seinewegspoorbrug Zuid ·
Sloterdijkerwegspoorweg ·
Solitudolaanspoorbrug ·
Spaarndammerspoorbrug ·
Strandvlietspoorbrug ·
Tafelbergspoorbrug ·
Tjepmaspoorbrug ·
Transformatorwegspoorbrug ·
Van Swindenspoorbrug ·
Vlaardingenspoorbrug ·
Westerdoksdijkspoorbrug ·
Westertoegangsspoorbrug ·
Wibautspoorbrug ·
Wiltzanghspoorbrug ·
Wijttenbachspoorbrug ·
Zaandijkspoorbrug ·
Zaventemspoorbrug ·
Zeeburgerdijkspoorbrug ·
Zeeburgerpadspoorbrug